# 塚田陽亮
塚田 陽亮(つかだ ようすけ、1985年5月24日 - )は、日本のプロゴルファー。長野県出身。身長173cm。ホクト所属。

## 経歴
10歳でゴルフを始め、中学3年の時に単身渡米し現地のゴルフアカデミーに4年半在籍。名古屋商科大学在学中の2006年に『朝日杯日本学生選手権』で4位入賞。2008年にプロテスト合格。2012年にチャレンジツアーで賞金ランク5位。2013年に初シードを獲得。2016年の『日本ゴルフツアー選手権』の最終日に12位から逆転勝利し、ツアー初優勝がメジャー初制覇の快挙を達成。翌年から5年間のシードを獲得した。翌2017年の『ISPSハンダマッチプレー選手権』では小平智、池田勇太など強豪を次々に破って存在感を示した。

## 優勝歴

### 日本ツアー (1)
| 勝数         |
| メジャー (1) |
| ツアー (0)   |

| No. | 日時         | 大会                                               | 優勝スコア           | 打差  | 2位                  |
| --- | ------------ | -------------------------------------------------- | -------------------- | ----- | -------------------- |
| 1   | 2016年6月5日 | 日本ゴルフツアー選手権 森ビルカップ Shishido Hills | -2 (73-74-69-66=282) | 1打差 | マイケル・ヘンドリー |